# Сказание о принцессе Кагуя
Kaguya Hime no Monogatari (яп. かぐや姫の物語 Кагуя химэ но моногатари, «Сказание о принцессе Кагуя») — полнометражный анимационный фильм студии Ghibli, вышедший 23 ноября 2013 года. Режиссёром ленты выступил Исао Такахата. Аниме основано на японской сказке о резчике бамбука. Фильм был номинирован на премию «Оскар» в категории «Лучший анимационный полнометражный фильм». Это был последний фильм с участием Такэо Тии, умершего в июне 2012 года, а также последний фильм, снятый Такахатой, умершим в апреле 2018 года.

## Сюжет
Сюжет базируется на Повести о старике Такэтори.
Сборщик бамбука Мияцуко находит на одном из стеблей существо, которое выглядит, словно крошечная принцесса. Мияцуко и его жена удочеряют девочку, которая сразу же становится обычным с виду младенцем. Однако их дочь, получившая прозвище «Такэноко» (яп. «побег бамбука»), удивляет всех быстрым ростом. Она участвует в играх соседних детей, самым близким её другом становится юноша по имени Сутэмару.
Тем временем Мияцуко находит в стеблях бамбука золото и дорогие наряды и решает, что должен сделать дочь принцессой. Он покупает ей дом в столице и увозит её туда, несмотря на её желание быть вместе с деревенскими друзьями. Придворная дама по имени Сагами учит девочку этикету и игре на кото, в которой та демонстрирует ошеломляющие успехи.
Когда девочка достигает совершеннолетия, жрец Акита дает ей имя «Кагуя» («сияющая»). Во время пира, устроенного в честь этого Мияцуко, девушка видит сон, в котором она под огромной луной бежит в родную деревню. Там она узнает, что Сутэмару и его семья ушли с этих мест в поисках пропитания.
Акита рассказывает о достоинствах принцессы знатным вельможам, и те начинают свататься к ней, сравнивая её с различными легендарными предметами. Она просит их найти эти вещи, обещая в таком случае выйти за них замуж, а затем разоблачает их обман. Однако один из женихов гибнет, выполняя её задание, что погружает её в тоску.
Узнав обо всём случившемся, сам Микадо предлагает принцессе стать его фрейлиной, но получает отказ. Микадо является во дворец принцессы и пытается отвезти её силой, но та исчезает и появляется лишь после обещания прекратить домогательства.
Вскоре Кагуя рассказывает приёмным родителям, что должна покинуть их: на самом деле она явилась с Луны и во время сцены с императором попросила защитить её. Теперь её забирают на Луну, где, надев лунное одеяние, она забудет всё случившееся на Земле. В последний раз она посещает родные места. В это время Сутэмару, который уже вернулся, видит сон, в котором летает вместе с подругой, но в конце концов роняет её.
Наконец, в назначенную дату за принцессой является целая делегация с Луны, войско Микадо не в силах отбить принцессу у лунной свиты, и она вынуждена распрощаться с приёмными родителями. Однако, уже надев дарующее забвение лунное одеяние, Кагуя вновь оборачивается на Землю.

## Озвучивание
| Актёр          | Роль            |
| -------------- | --------------- |
| Аки Асакура    | Принцесса Кагуя |
| Кэнго Кора     | Сутэмару        |
| Такэо Тии      | Мияцуко         |
| Нобуко Миямото | Жена Мияцуко    |
| Ацуко Такахата | Сагами          |

## Создание и выход фильма
О создании нового полнометражного фильма студией «Гибли» стало известно в 2008 году на 62-м Локарнском кинофестивале. Тогда же из выступления режиссёра Такахаты стало ясно, что сюжет ленты будет базироваться на сказке о принцессе Кагуе.
13 декабря 2012 выход фильма был окончательно подтверждён студией, с премьерой летом 2013 года (одновременно с другой лентой — «Ветер крепчает»). Впервые за последние 25 лет студия «Гибли» планировала выпустить два фильма аниме-маэстро одновременно. В прошлый раз одновременно выходили «Могила светлячков» и «Мой сосед Тоторо». Также это первая за 14 лет работа Исао Такахаты со времен выхода фильма «Мои соседи Ямада». В феврале 2013 года дистрибьютор Toho объявил, что релиз «Сказания о принцессе Кагуя» будет отложен на 30 января 2014 года, ссылаясь на то, что раскадровки были ещё не завершены, но 19 августа на сайте студии «Гибли» было объявлено о более ранней премьере 23 ноября 2013 года.

## Награды и номинации
- 2013 — две номинации на премию «Голубая лента»: лучший фильм, лучший режиссёр (Исао Такахата).
- 2014 — премия «Майнити» за лучший анимационный фильм года.
- 2014 — две номинации на премию Японской киноакадемии: лучший анимационный фильм (Исао Такахата), лучшая музыка (Дзё Хисаиси).
- 2014 — номинация на премию журнала «Кинэма Дзюмпо» за лучший фильм (Исао Такахата).
- 2015 — номинация на премию «Оскар» за лучший анимационный фильм (Исао Такахата, Ёсиаки Нисимура).
- 2015 — три номинации на премию «Энни»: лучший анимационный полнометражный фильм, лучшая режиссура полнометражного анимационного фильма (Исао Такахата), лучшая музыка для полнометражного анимационного фильма (Дзё Хисаиси).
- 2015 — две премии Tokyo Anime Award за лучшую режиссуру (Исао Такахата) и за лучшую работу художника-постановщика (Кадзуо Ога), а также номинация в категории «Лучший анимационный фильм».
- 2016 — номинация на премию «Сатурн» за лучший релиз на DVD или Blu-Ray.
- 2016 — номинация на премию «Империя» за лучший анимационный фильм.
- 2016 — номинация на премию Лондонского кружка кинокритиков за лучший зарубежный фильм года.